# Eric Avila
Eric Humberto Avila (San Diego, 24 novembre 1987) è un allenatore di calcio ed ex calciatore statunitense, di ruolo difensore.

## Carriera

### Club

#### Dallas
Avila è stato scelto dal FC Dallas durante il SuperDraft del 2008 della MLS. Ha esordito ufficialmente nella MLS il 26 giugno 2008, subentrando al minuto '88, nell'incontro pareggiato 1-1 con gli Houston Dynamo. Il 4 luglio 2008 realizza il suo primo assist nella MLS, servendo il suo compagno di squadra Abe Thompson nella partita terminata 1-1 contro i K.C. Wizards. Il 20 giugno 2009 realizza il suo primo gol in campionato, contro i Columbus Crew.

#### Toronto
Il 2 agosto 2011, il Dallas ha scambiato Avila in cambio di Maicon Santos del Toronto FC. Quattro giorni dopo Avila ha esordito con la squadra contro il D.C. United in un pareggio per 3-3 in trasferta. Avila ha segnato il suo primo gol con il Toronto il 27 agosto in un pareggio interno per 1-1 contro i S.J. Earthquakes. Avila ha segnato la sua prima rete della stagione 2012 contro il Real Salt Lake il 28 aprile in una sconfitta per 3-2 in trasferta.

#### Chivas USA
Quando il contratto di Avila è scaduto al termine della stagione 2012, ha scelto di partecipare al Draft del 2012 della MLS. Il 14 dicembre 2012, Avila è stato scelto dai Colorado Rapids. Un mese dopo, Avila è stato ceduto in scambio al Chivas USA per Nick LaBrocca. Avila è stato in prova con il Guadalajara, formazione della Liga MX, in due occasioni, ma in entrambi casi non è andato a buon fine. Voci di corridoio lo davano al Santos Laguna, ma le trattative furono interrotte.

#### Orlando City
Avila è stato ceduto in prestito all'Orlando City dal Santos Laguna. Ha segnato il suo primo gol il 17 maggio 2015 contro i LA Galaxy, incontro vinto dall'Orlando City per 4-0. Avila ha collezionato 21 presenze con l'Orlando City nel 2015.

#### Tampa Bay Rowdies
Il 26 febbraio, 2016, Avila ha firmato un contratto annuale con opzione di rinnovo fino al 2017 con i T.B. Rowdies.

#### Phoenix Rising
Il 28 aprile 2017, Avila si è accasato al Phoenix Rising.

#### ASC San Diego
Nella stagione 2018 ha militato nell'ASC San Diego, formazione della NPSL.

### Nazionale
Ha militato nelle nazionali giovanili statunitensi Under-17 ed Under-20.

## Statistiche

### Presenze e reti nei club
Statistiche aggiornate al 5 aprile 2021.
| Stagione          | Squadra           | Campionato        | Campionato | Campionato | Coppe nazionali | Coppe nazionali | Coppe nazionali | Coppe continentali | Coppe continentali | Coppe continentali | Altre coppe | Altre coppe | Altre coppe | Totale | Totale |
| Stagione          | Squadra           | Comp              | Pres       | Reti       | Comp            | Pres            | Reti            | Comp               | Pres               | Reti               | Comp        | Pres        | Reti        | Pres   | Reti   |
| ----------------- | ----------------- | ----------------- | ---------- | ---------- | --------------- | --------------- | --------------- | ------------------ | ------------------ | ------------------ | ----------- | ----------- | ----------- | ------ | ------ |
| 2008              | FC Dallas         | MLS               | 14         | 0          | -               | -               | -               | -                  | -                  | -                  | -           | -           | -           | 14     | 0      |
| 2009              | FC Dallas         | MLS               | 18         | 1          | -               | -               | -               | -                  | -                  | -                  | -           | -           | -           | 18     | 11     |
| 2010              | FC Dallas         | MLS               | 20         | 2          | -               | -               | -               | -                  | -                  | -                  | -           | -           | -           | 20     | 2      |
| 2011              | FC Dallas         | MLS               | 13         | 1          | USOC            | 1               | 0               | CCL                | 0                  | 0                  | -           | -           | -           | 14     | 1      |
| Totale Dallas     | Totale Dallas     | Totale Dallas     | 65         | 4          |                 | 1               | 0               |                    | 0                  | 0                  |             | -           | -           | 66     | 4      |
| 2011              | Toronto FC        | MLS               | 9          | 1          | -               | -               | -               | -                  | -                  | -                  | -           | -           | -           | 9      | 1      |
| 2012              | Toronto FC        | MLS               | 24         | 1          | CC              | 4               | 0               | CCL                | 2                  | 0                  | -           | -           | -           | 30     | 1      |
| Totale Toronto    | Totale Toronto    | Totale Toronto    | 33         | 2          |                 | 4               | 0               |                    | 2                  | 0                  |             | -           | -           | 39     | 2      |
| 2013              | Chivas USA        | MLS               | 28         | 3          | USOC            | 1               | 0               | -                  | -                  | -                  | -           | -           | -           | 29     | 3      |
| 2014              | Chivas USA        | MLS               | 29         | 0          | USOC            | 1               | 0               | -                  | -                  | -                  | -           | -           | -           | 30     | 0      |
| Totale Chivas USA | Totale Chivas USA | Totale Chivas USA | 57         | 3          |                 | 2               | 0               |                    | -                  | -                  |             | -           | -           | 59     | 3      |
| 2015              | Orlando City      | MLS               | 21         | 1          | USOC            | 3               | 0               | -                  | -                  | -                  | -           | -           | -           | 24     | 1      |
| 2016              | T.B. Rowdies      | NASL              | 30         | 4          | USOC            | 2               | 0               | -                  | -                  | -                  | -           | -           | -           | 32     | 4      |
| 2017              | Phoenix Rising    | USL               | 11         | 1          | USOC            | 2               | 1               | -                  | -                  | -                  | -           | -           | -           | 13     | 2      |
| 2018              | Las Vegas Lights  | USL               | 22         | 0          | USOC            | 1               | 0               | -                  | -                  | -                  | -           | -           | -           | 23     | 0      |
| 2019              | Birmingham Legion | USLC              | 32         | 0          | USOC            | 2               | 0               | -                  | -                  | -                  | -           | -           | -           | 34     | 0      |
| 2020              | San Diego Loyal   | USLC              | 8          | 0          | -               | -               | -               | -                  | -                  | -                  | -           | -           | -           | 8      | 0      |
| Totale carriera   | Totale carriera   | Totale carriera   | 280        | 15         |                 | 17              | 1               |                    | 2                  | 0                  |             | -           | -           | 299    | 16     |

## Palmarès

### Club

#### Competizioni nazionali
- Canadian Championship: 1

Toronto FC: 2012